# Бернадот, Ян
Ян Густав Вильгельм Бернадот, граф Висборг (швед. Jan Bernadotte, 9 января 1941 — 1 сентября 2021) — представитель династии Бернадотов. Старший сын Леннарта Бернадота (1909—2004).

## Биография
Ян родился 9 января 1941 года, в Стокгольме. Он был единственным сыном Леннарта Бернадота от первого брака с Кариной Ниссвандт (1911—1991). У него были три родные сестры.
Он вырос вместе с сёстрами на острове Майнау, который достался его отцу по наследству в 1932 году. Когда он вырос он стал помогать отцу по хозяйству, например подстригать газон. Однако, когда он вырос, он начал тратить очень много денег на разные развлечения. После смерти его деда, Вильгельма Шведского (1884—1965), ему досталась некоторая часть наследства, которую он потратил за полгода. Разгневанный отец, выгнал сына с острова, и тот поселился в Германии. Там он занимался импортом вин. В Германии он жил до 1990-х годов. Затем он переехал в Швецию.
В 2006 году были опубликованы его мемуары под названием «Ян Бернадот — паршивая овца королевской семьи» , в которых он рассказывает, о натянутых отношениях с отцом и о своём детстве.
В 1987 году, Ян Бернадот попал в громкий скандал. Во время бракоразводного процесса с четвёртой женой, имея плохое финансовое положение, он за 350 000 марок усыновил некого Герхарда. После усыновления, Герхард получил фамилию Бернадот и титул граф Висборг, и начал это использовать в своих целях. Этот инцидент получал огласку в шведских СМИ.
13 мая 2009 года, Ян Бернадот решил называть себя принцем, чтобы использовать титул, который его отец потерял из-за первого брака в 1932 году.
Ян умер 1 сентября 2021 года.

## Браки и дети
Ян за свою жизнь был женат семь раз. Первый раз он женился 3 мая 1965 года, на Гунилле Стампе (1941—2010). Брак был бездетным и распался в 1967 году.
Уже 26 июня 1967 года, он второй раз женился на Анне Скарне (род. 1944). Супруги развелись в 1970 году. У них родилась дочь:
- София Бернадот (род. 3 мая 1968), не замужем. Имеет троих детей от своего партнёра Михаэля Сёдерстрёма (род. 1965).

Спустя два года, 23 июня 1972 года, женился на Аннегрете Томсен (1938—2020). Супруги развелись в 1974 году. У них родилась дочь:
- Сесилия Бернадот (род. 30 сентября 1972), 9 июня 2006 года, вышла замуж за Свена Родербурга (род. 1972). Супруги развелись в 2018 году. У них родилось двое детей.

6 сентября 1974 года, сочетался браком с Маритой Эльзой Берг (1953—2001). Это был самый длительный брак Яна. Супруги развелись в 1987 году. У них родилось двое сыновей:
- Александр-Вильгельм Бернадот (род. 25 марта 1977), 20 сентября 2003 года, Карине Беате Кёниг (род. 1981). Супруги имеют трёх дочерей.
- Стефан Бернадот (род. 4 ноября 1980), с 2017 года состоит в браке со Свеном Фишером.

В марте 1993 года, Ян заключил свой пятый брак с Габриэлой Гесс (род. 1949). Супруги развелись в 2004 году. 11 сентября того же года, он женится на Кристиане Грандмонтань (род. 1944). Брак расторгнут в 2006 году.
В последний раз Ян женился в 2012 году на Гунилле Стенфорс (род. 1957). В браке они пробыли до смерти Яна. Его последние 3 брака были бездетными.